# Dorfkirche Kussen
Die Dorfkirche in Kussen (russisch Кирха Куссена Kircha Kussena) ist ein massives Bauwerk aus Feldsteinen und stammt aus dem Jahre 1743. Bis 1945 war sie evangelisches Gotteshaus für die Einwohner im Kirchspiel des damals ostpreußischen und heute Wesnowo genannten Ortes in der russischen Oblast Kaliningrad (Gebiet Königsberg (Preußen)).

## Geographische Lage
Das heutige Wesnowo liegt im Osten der Oblast Kaliningrad an der Regionalstraße R 508 (27A-027) zwischen Dobrowolsk (Pillkallen, 1938 bis 1946 Schloßberg) und Gussew (Gumbinnen) an der Einmündung einer von Lunino (Lengwethen, 1938 bis 1946 Hohensalzburg) kommenden Nebenstraße. Eine Bahnanbindung besteht nicht. Die Restmauern der Kirche befinden sich innerorts an der rechten Seite der Straße nach Lunino.

## Kirchengebäude
Eine erste Kirche stand in Kussen bereits 1586, doch ihr Baujahr wird noch vor der Mitte des 16. Jahrhunderts anzusetzen sein. Im Jahre 1531 nämlich erhob Herzog Albrecht von Preußen den Ort zu einem Kirchdorf, und Bischof Georg von Polenz legte 1538 den Standort für ein Gotteshaus fest. Auf Weisung des preußischen Königs Friedrich der Große wurde die alte Kirche 1742/1743 durch einen Neubau ersetzt, der am 23. Juni 1743 eingeweiht wurde.
Bei der Kussener Dorfkirche handelt es sich um einen massiven aus Feldsteinen errichteten Bau mit einem hölzernen Dachturm. Im Jahre 1790 wurden Erweiterungsbauten vorgenommen.

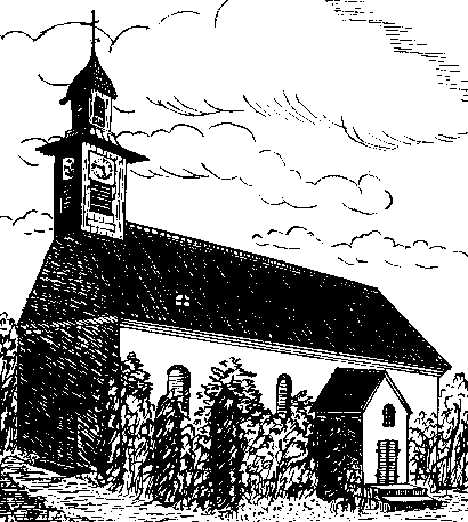
Die Kussener Dorfkirche im Jahre 1900 (Zeichnung von Jost Schaper)

Der Kircheninnenraum war flach gedeckt, und die umlaufenden Emporen wurden von je sieben Pfeilern getragen. Der Kanzelaltar war ohne jegliche Verzierungen. Der Taufstein sowie die Altargeräte wurden erst nach 1900 in die Ausstattung aufgenommen.
Die Kirche hatte eine Orgel, die 1700 von Johann Josua Mosengel erbaut wurde. Offensichtlich wurde die Orgel beim Neubau der Kirche 1743 in die neue Kirche übernommen, da sie im Kircheninventar des Jahres 1785 erwähnt wird. Wann sie verloren ging, ist nicht zu ermitteln.
Das Geläut bestand aus zwei Glocken aus dem Gussjahr 1922.
Den Zweiten Weltkrieg überstand die Kirche ohne Schaden. Nach 1945 wurde das Gotteshaus allerdings als Lagerhalle für landwirtschaftliche Geräte zweckentfremdet. In dieser Zeit ging der Turm verloren. Die Anbauten im Osten und Westen gab es nicht mehr, das Dach fiel ein. In den 1990er Jahren wurde das Gebäude nicht mehr benutzt und verfällt seither. Im Jahre 2008 stand nur noch ein Teil der Kirchenmauern, bis 2016 stürzte auch die verbliebene Giebelwand ein.

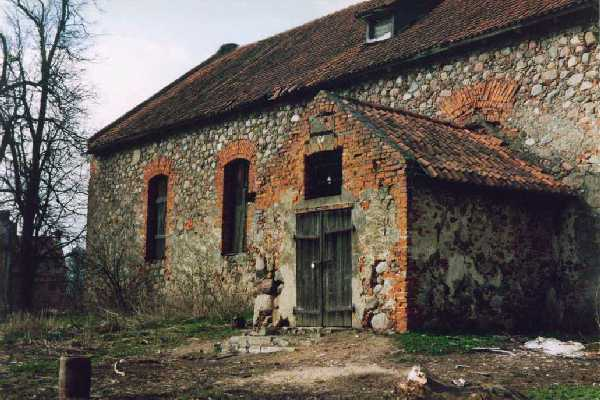
Die Kirchenruine Kussen im Jahre 1992

## Kirchengemeinde
Die evangelische Kirchengemeinde in Kussen wurde 1586 gegründet, nachdem die Bevölkerung dort zunächst von dem Pfarrer aus Kattenau (heute russisch: Sawety) betreut wurde. Gehörte sie anfangs zur Inspektion Insterburg (Tschernjachowsk), so war sie dann bis 1945 in den Kirchenkreis Pillkallen (Schloßberg) innerhalb der Kirchenprovinz Ostpreußen der Kirche der Altpreußischen Union eingegliedert.
Das Kirchspiel Kussen bestand aus 34 Orten, Ortschaften und Wohnplätzen und zählte 1925 5.500 Gemeindeglieder. Die Pfarrstelle war von 1585 bis 1945 ununterbrochen besetzt.
Flucht und Vertreibung der einheimischen Bevölkerung ab Januar 1945 sowie die nachfolgende restriktive Religionspolitik der Sowjetunion brachten das kirchliche Leben in Wesnowo zum Erliegen. Heute hier lebende evangelische Kirchenglieder wohnen im Einzugsbereich der neu entstandenen evangelisch-lutherischen Gemeinde der Salzburger Kirche in Gussew (Gumbinnen), die zur Propstei Kaliningrad (Königsberg) der Evangelisch-lutherischen Kirche Europäisches Russland gehört.

### Kirchspielorte
Zum weitflächigen Kirchspiel der Kussener Dorfkirche gehörten:
Anmerkung: Ein * kennzeichnet einen Schulort.
| Name                                 | Änderungsname 1938 bis 1946 | Russischer Name |  | Name                               | Änderungsname 1938 bis 1946 | Russischer Name                |
| ------------------------------------ | --------------------------- | --------------- |  | ---------------------------------- | --------------------------- | ------------------------------ |
| Antmirehlen 1935–1946: Werben        |                             | Saltykowka      |  | Kalbassen                          | Schwaighöfen                | Orlowskoje                     |
| Bednohren                            | Stahnsdorf (Ostpr.)         |                 |  | Kiggen                             | Steinershöfen               | Murawjowo                      |
| Belsen                               |                             |                 |  | Kischenbannies                     | Bühlerhof                   | Stalingradskoje, dann: Dalneje |
| Bludszen 1936–1938 Bludschen         | Vierhöfen (Ostpr.)          | Fewralskoje     |  | Klein Henskischken                 | Kleinhensken                |                                |
| *Bruszen 1936–1938 Bruschen          | Kiesfelde                   | Wesnowo         |  | Kögsten                            | Michelfelde                 | Nowinki                        |
| Budszuhnen 1936–1938 Budschuhnen     | Eschenhöhe                  |                 |  | *Kussen                            |                             | Wesnowo                        |
| Budupönen                            | Buden                       | Petrowskoje     |  | *Laugallen                         | Lorenzen                    | Petrowskoje                    |
| Dauden                               |                             | Podlesnoje      |  | Meschkuppen                        | Bärenhöfen                  | Kuprino                        |
| *Draugupönen 1938–1939 Deihornswalde | ab 1939: Dreihornswalde     |                 |  | *Mingstimmehlen                    | Mingen                      | Kuprino                        |
| *Duden                               | Dudenwalde                  | Denissowo       |  | Mingstimmen                        | Wiesenbrück                 | Medwedkino                     |
| Eggleningken                         | Kiefernberg                 | Murawjowo       |  | *Radszen 1936–1938 Radßen          | Radenau                     |                                |
| *Eymenischken-Baltadonen             | Weizenfelde                 |                 |  | Schwarballen                       | Grundweiler                 | Drosdowo                       |
| Eymenischken-Wassaken                | Stutbruch                   | Dimitrowo       |  | Septinlöpen 1928–1946 Siebenlinden |                             | Petrowskoje                    |
| *Henskischken                        | Hensken                     | Schelannoje     |  | *Spullen                           |                             | Fewralskoje                    |
| Heinrichsfelde                       |                             |                 |  | Urblaugken                         | Urlau                       | Wesnowo                        |
| *Jänischken                          | Hansruh                     | Saosjornoje     |  | Wallindszen 1936–1938 Wallindschen | Wallinden                   | Romaschkino                    |
| Jodszen 1936–1938 Jodschen           | Ackermühle                  | Nagornoje       |  | Wassantkehmen                      | Wildnisrode                 | Wesnowo                        |

### Pfarrer
Zwischen 1585 und 1945 amtierten an der Kussener Dorfkirche 20 evangelische Geistliche:
| - Michael Sappuhn, 1585–1595 - Laurentius Pusch, 1595–1620 - Zacharias Surkau, 1620–1642 - Zacharias Hesse, 1642–1669 - Theophilus Fuchs, 1660–1676 - Albert Rauschning, 1677–1709 - Heinrich Behrendt, 1695–1705 - Johann Sebastian Sperber, 1705–1716 - Georg Friedrich Pusch, 1716–1751 - Gerhard Ludwig Mühlenkampf, 1751–1759 | - Georg Wilhelm Gazali, 1759–1777 - Johann Jacob Küssner, 1778–1814 - Johann Gottfried Zippel 1811–1818 - Friedrich Constantin Marcus, 1818–1848 - Reinhold Eduard Otto Fiedler, 1848–1870 - Otto Reichel, 1870–1890 - August Jussas, 1890–1892 - Johann Wilhelm Georg Schulz, 1892–1893 - August Wilhelm Eugen Paul Vangehr, 1893–1929 - Erich Hein, 1930–1945 |